# 揮麈錄
《揮麈錄》，宋代王明清作，凡二十卷。
《揮麈錄》分前錄四卷、後錄十一卷、三錄三卷、餘話二卷，記載宋代典章制度、軍事、政治，又及官僚文人軼聞，兼論詩文。《四庫全書總目提要》評《揮麈錄》：「（王）明清為中原舊族，多識舊聞，要其所載，較委巷流傳之小說終有依據也。」